# Кошке Поляне
Кошке Поляне (словен. Koške Poljane) — поселення в общині Шмартно-при-Літії, Осреднєсловенський регіон, Словенія. 
Висота над рівнем моря: 579,9 м.